# Anelaphus giesberti
Anelaphus giesberti es una especie de escarabajo longicornio del género Anelaphus, categorizada en la tribu Elaphidiini, de la subfamilia Cerambycinae. Fue descrita por Chemsak & Linsley en 1979.

## Descripción
Mide 12-15 mm de longitud.

## Distribución
Se distribuye por Guatemala y Honduras.